# Гагарье (Белозерский район)
Гагарье — деревня в Белозерском районе Курганской области. Входит в состав Нижнетобольного сельсовета. На настоящий момент включает в себя 3 улицы: Центральная, Береговая, Новая.

## История
До 1917 года входила в состав Иковской волости Курганского уезда Тобольской губернии. По данным на 1926 год деревня Гагарья состояла из 64 хозяйств. В административном отношении входила в состав Заполойского сельсовета Белозерского района Курганского округа Уральской области.

## Население
| 1912 | 1926 | 1989 | 2002 | 2010 |
| ---- | ---- | ---- | ---- | ---- |
| 260  | ↗321 | ↘21  | ↗43  | ↘25  |

По данным переписи 1926 года в деревне проживало 321 человек (159 мужчин и 162 женщины), в том числе: русские составляли 100 % населения
В 2023 году примерное население деревни составляет 85 человек. Прописаны из них 15..